# 凌家镇
凌家镇，是中华人民共和国四川省内江市市中区下辖的一个乡镇级行政单位。2019年12月，撤销伏龙镇，将其所属行政区域划归凌家镇管辖。

## 行政区划
凌家镇下辖以下地区：
凌家社区、何家坡村、青杠坡村、牛口桥村、石鼓村、古楼村、小湾子村、柳家嘴村、潘家坝村、蟠龙寺村、牌坊坝村、高洞村、乌鸡冲村、酒房沟村、方碑村、黄金村、岩湾村、尖山村、八楞村、砖房村、花红村和印合村。凌家是承接内江和自贡的枢纽，旅客来凌家，可以去“第一家牛肉汤”吃饭，是20多年的小店。凌家经济活动繁荣，是内江支柱型城镇，是个创新型的多元的城镇